# Henrik Christiansen (stikker)
 Der er flere personer med dette navn, se Henrik Christiansen.
Henrik Christiansen (1. august 1916 – 8. december 1944) blev henrettet som stikker under besættelsen. Likvideringens berettigelse var yderst tvivlsom, jfr. Frode Jakobsens udtalelse om drabsmændene Geisler og Lyhne i forbindelse med drabet på Jane Horney - at de "ikke var nogen, man (dvs. modstandsbevægelsen) ønskede at have med". I oktober 1947 greb Jakobsen ind, da Lyhne (som i maj samme år var idømt tre måneders fængsel for dokumentfalsk) overfor politiet i Helsingborg erkendte at have været delagtig i drabet på Horney. 
Den 8. december 1944 blev søfyrbøder Christiansen likvideret på hjørnet af Sankt Knuds Vej og Niels Ebbesens Vej på Frederiksberg af Sven Aage Geisler (kaldet "Store Bjørn") og Ingolf Asbjørn Lyhne (kaldet "Lille Bjørn"). Bag på hans frakke var med en sikkerhedsnål påhæftet en seddel med teksten "han arbejdede for tyskerne". I en sagsmappe i Ministeriet for særlige Anliggender anføres, at Christiansen "tilstod"; men intet er oplyst om, hvad han angiveligt havde tilstået. 